# Mikey Madison
Mikey Madison (Los Angeles, 25 maart 1999) is een Amerikaans actrice. Ze speelde in diverse films en series, waaronder Once Upon a Time in Hollywood, Scream en Better Things. In 2025 won Madison de Oscar voor beste vrouwelijke hoofdrol voor de film Anora.

## Carrière
Madison maakte in 2013 haar acteerdebuut met haar rol in de korte film Retirement. Daarna volgden rollen in twee korte films: Pani's Box en Bound for Greatness. In september 2016 maakte ze haar televisiedebuut met haar hoofdrol als het personage Max Fox in de FX Networks-serie Better Things. Ze speelde deze rol tot het einde van de serie in april 2022.
Madison was in augustus 2017 met de film Liza, Liza, Skies Are Grey voor het eerst in een langspeelfilm te zien. Hierna speelde ze door de jaren heen meerdere rollen in films, waaronder in Monster, Nostalgia en Once Upon a Time in Hollywood. In het najaar van 2019 verzorgde ze voor het eerst een stemrol in de animatiefilm The Addams Family. In het najaar van 2024 vertolkte Madison het hoofdpersonage Anora in de gelijknamige film Anora, waarvoor ze de Oscar voor beste vrouwelijke hoofdrol won op de 97ste Oscaruitreiking.

## Filmografie

### Film
- 2013: Retirement, als dochter
- 2013: Pani's Box, als Pani
- 2014: Bound for Greatness, als Haley
- 2017: Liza, Liza, Skies Are Grey, als Liza
- 2018: Monster, als Alexandra Floyd
- 2018: Nostalgia, als Kathleen
- 2019: Once Upon a Time in Hollywood, als Susan "Sadie" Atkins
- 2019: The Addams Family, als Candi the Barista (stemrol)
- 2021: It Takes Three, als Kat Walker
- 2022: Scream 5, als Amber Freeman
- 2023: All Souls, als River
- 2024: Anora, als Anora

### Televisie
- 2016-2022: Better Things, als Max Fox
- 2017-2018: Imposters, als jonge Maddie
- 2024: Lady in the Lake, als Judith Weinstein

## Prijzen en nominaties
De belangrijkste:
| Jaar | Prijs                   | Categorie                  | Film  | Uitslag  |
| ---- | ----------------------- | -------------------------- | ----- | -------- |
| 2025 | Academy Awards (Oscars) | Beste vrouwelijke hoofdrol | Anora | Gewonnen |